# Nyköpingshus
Nyköpingshus (även Nyköpings slott) är ursprungligen en medeltida borg, nu delvis lagd i ruiner. Den är belägen i Nyköping och vissa delar av borgen används av Sörmlands museum för verksamhetens utställningar.

## Byggnadens historia

Borgens utbredning från medeltid till nutid.

Ursprunget till borgen var en kastal som uppfördes under andra halvan av 1100-talet. Det är osäkert om den ursprungligen var kvadratisk eller rund som den samtida Kilakastalen. Kastalen har byggts om i samband med att den inkorporerats i borganläggningen. På platsen uppförs i två etapper under andra halvan av 1200-talet en rektangulär borganläggning med två förborgar, som av allt att döma var klar på 1280-talet. Enligt Erikskrönikan skall Magnus Ladulås ha tillrätt som hertig över "sudermannaland ok nyköpungs hwss" 1266, men den är författad först på 1300-talet. I dokument omtalas Nyköpingshus första gången 1305, då Erik Magnusson undertecknar ett förbindelsebrev på Nyköpingshus. År 1308 var Ingevald Estridsson av Hammerstaätten Erik och Valdemars fogde på Nyköpingshus.
År 1310 överlämnas Nyköpingshus till Birger Magnusson efter en delning mellan honom och bröderna Erik och Valdemar. År 1317 utspelar sig Nyköpings gästabud. Efter att borgen intagits av hertigarnas anhängare rivs större delen av borgen, och står därefter under många år öde. År 1365 förlänas borgen åt den tyske riddaren Raven von Barnekow, som lät restaurera borgen. Under 1370-talet gör Albrekt av Mecklenburg anspråk på borgen, men förefaller inte ha tillträtt den, innan den 1376 i stället överläts på Bo Jonsson Grip. Borgen överläts 1388 av Bo Jonsson Grips testamentsexekutorer till Drottning Margareta. År 1434 belägras Nyköpingshus av Engelbrekt Engelbrektssons trupper och överlämnas efter dagtingan till dessa. Nyköpingshus stormades 1516 av Sten Sture den yngre sedan Sten Kristiernsson (Oxenstierna) förklarat sig beredd att ge upp borgen till Kristian II. Redan efter ett stormningsförsök kapitulerade besättningen.
Ytterligare om- och tillbyggnader gjordes under medeltiden. Gustav Vasa förstärkte borgen för försvarsändamål. Ett runt kanontorn från hans tid finns bevarat. 
Den medeltida borgen ombyggdes i slutet av 1500-talet av hertig Karl (senare Karl IX) till ett renässansslott. Slottet brann tillsammans med den övriga staden 1665. Det återuppfördes inte, utan en del av teglet användes som material i ombyggnaden av Stockholms slott. Mer av slottet brann ner 1719 i samband med Rysshärjningarna. Efter detta byggdes ett nytt residens, numera kallat Gamla residenset, beläget i Nyköpingshus på begäran av landshövding Nils Gyllenstierna.
Borgens utbredning från medeltiden till nutid framgår av skissen. De grå och gröna ytorna visar renässansslottets utbredning. Den svarta markeringen visar den medeltida utbredningen. De streckade linjerna, nutida gångvägar.
Delar av slottet rustades upp på 1900-talet och inrymmer numera Sörmlands museums permanenta utställningar i Kungstornet, samt en restaurangrörelse i Gästabudssalen och Drottningkällaren. 
I oktober 2020 hittades ett tidigare okänt rum som man tror var ett försvarsrum, en så kallad kasematt.

## Historiska händelser
- 10 december 1317 ägde Nyköpings gästabud rum i den medeltida riddarborgen enligt Erikskrönikan, den julfest som slutade så illa för de båda hertigarna Erik och Valdemar, bröder till kung Birger Magnusson.
- 20 september 1396 undertecknades på Nyköpingshus Nyköpings recess vilket är en av de viktigaste historiska händelserna under medeltiden i Norden och var en förutsättning för bildandet av Kalmarunionen året efter.
- 3 mars 1538 stod bröllop mellan Svante Sture d.y. och Märta Eriksdotter Leijonhuvud.
- 30 oktober 1611 avled Karl IX på slottet.
- 8 november 1622 föddes Karl X Gustav på slottet.

## Bildgalleri

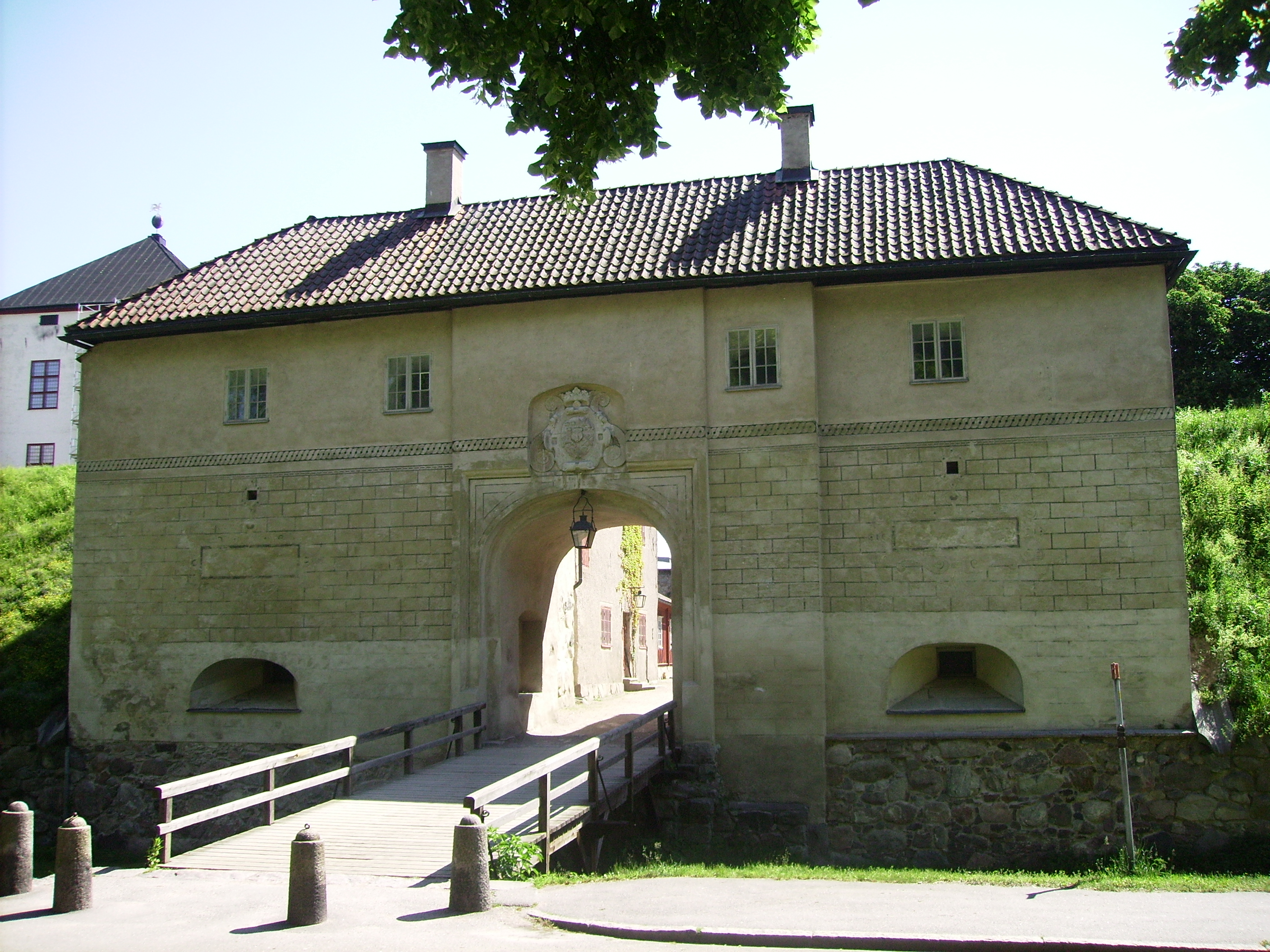
Porthuset från utsidan.
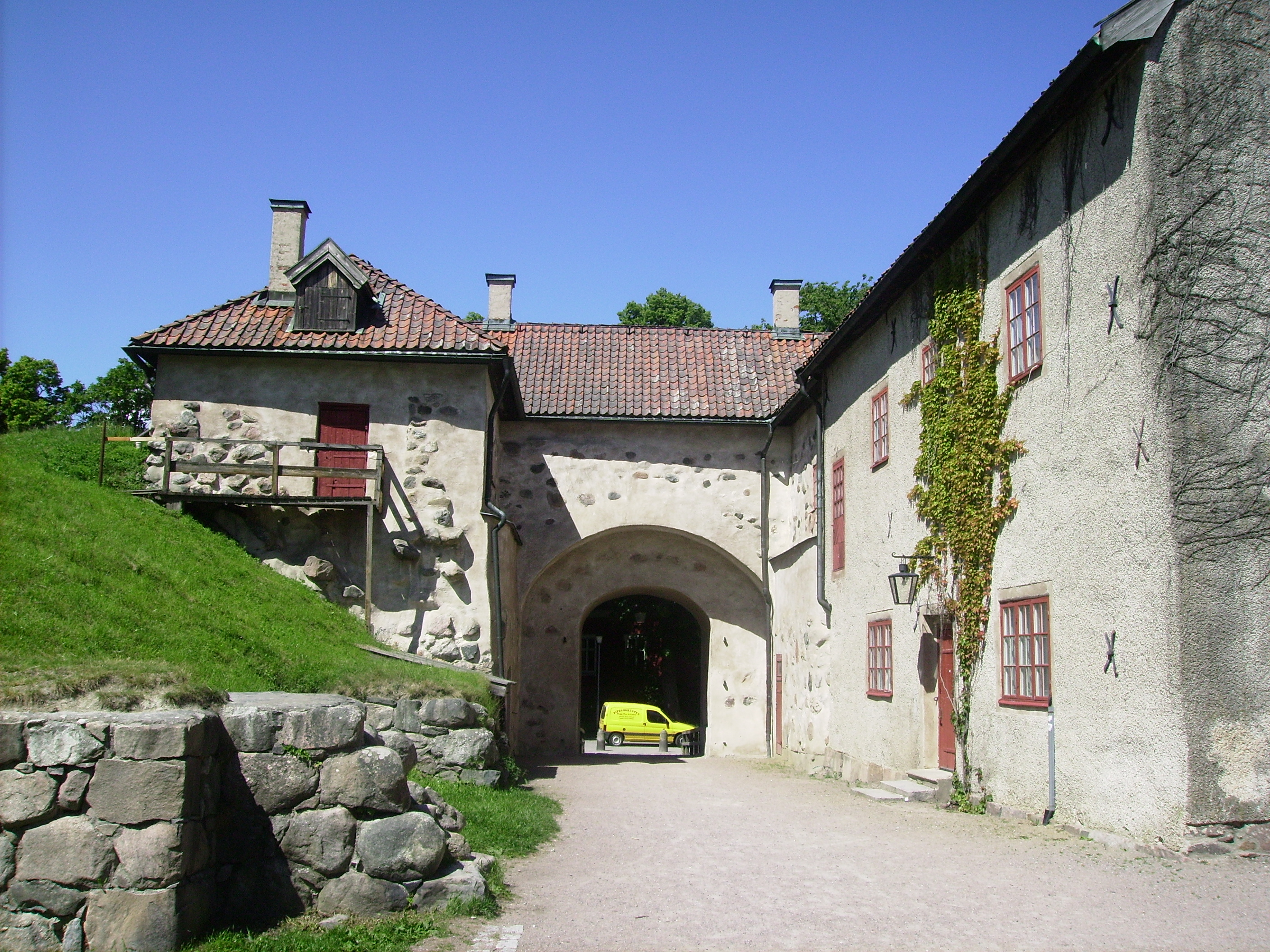
Porthuset från insidan.
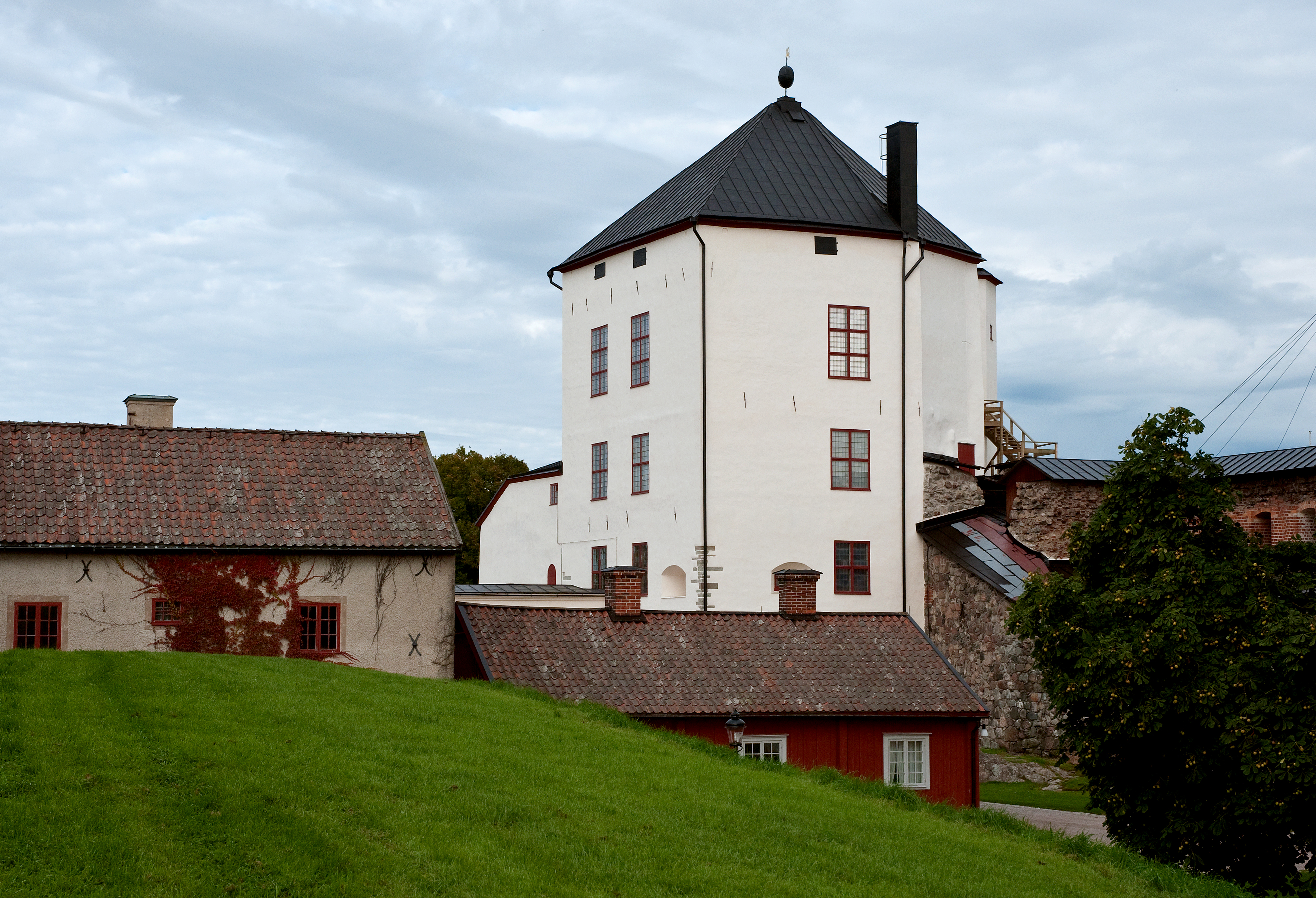
Kungstornet 2010.
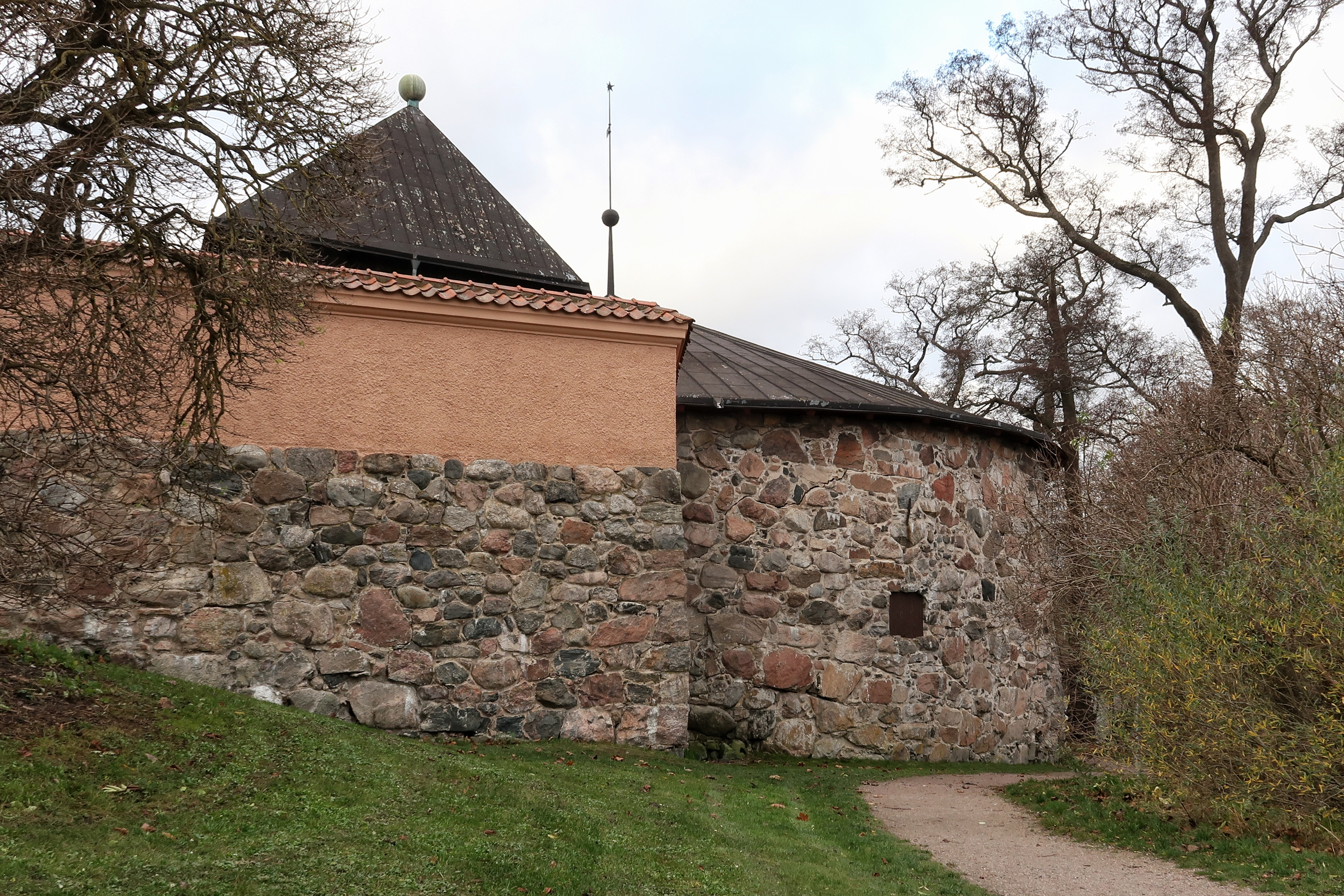
Rondellen, Gustav Vasas kanontorn.
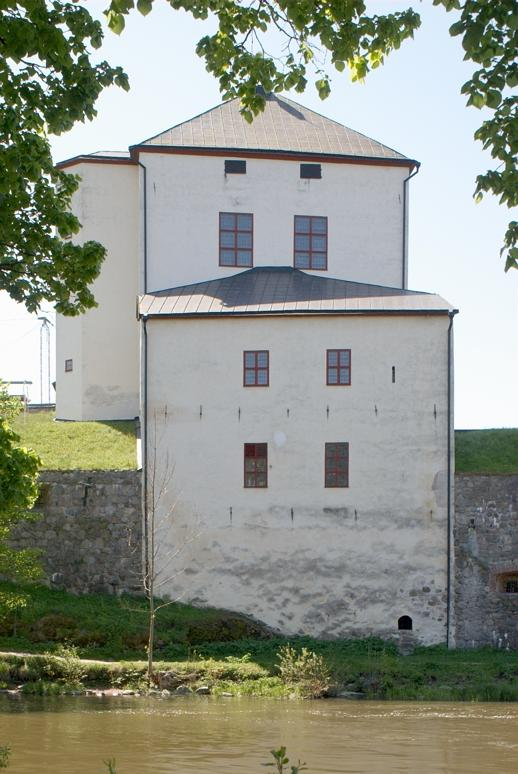
Kungstornet.
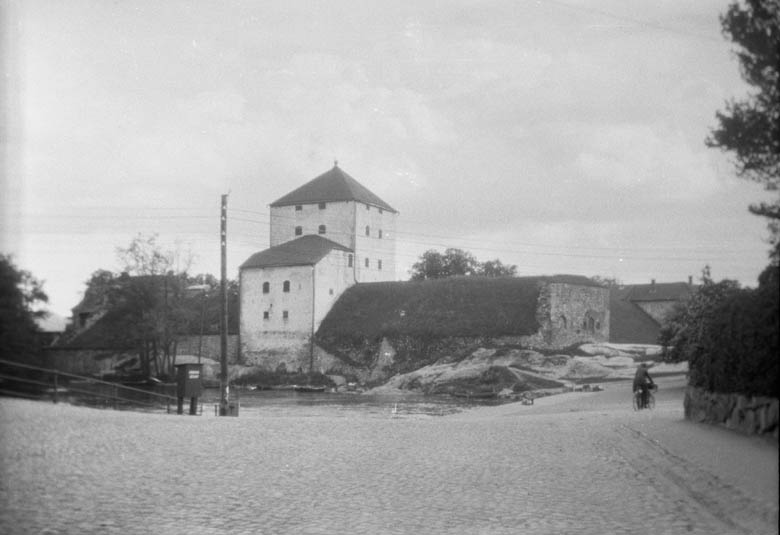
Nyköpingshus 1928.
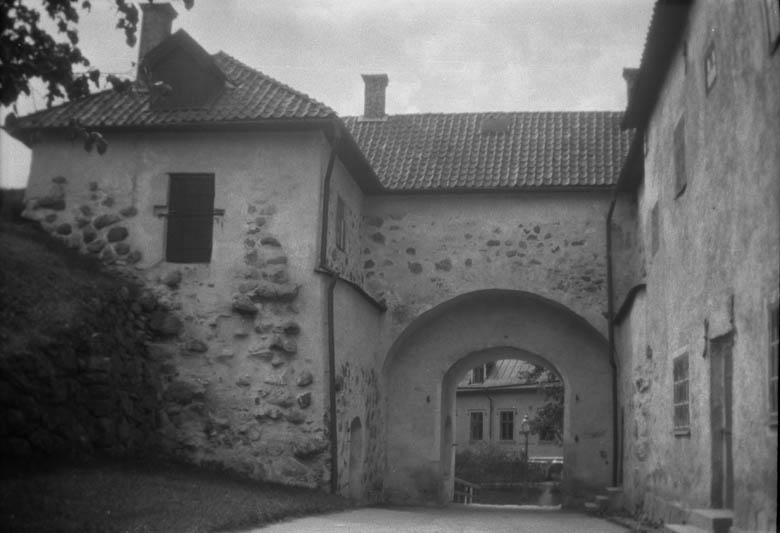
Porthuset, 1928.

### Äldre bilder i konsten av Nyköpingshus

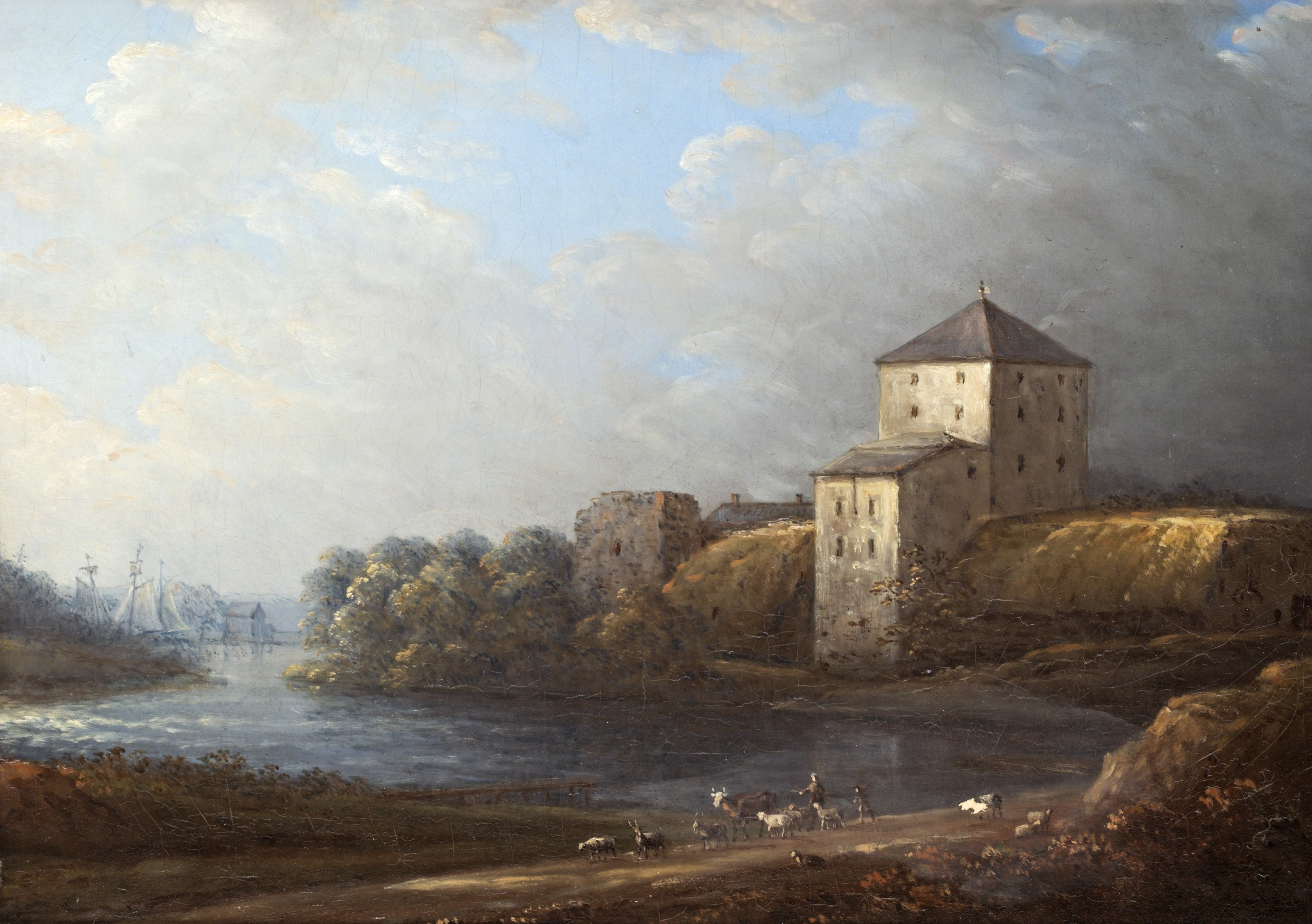
Nyköpingshus eller Nyköpings slott på en oljemålning av Carl Johan Fahlcrantz (1774-1861) från 1800-talets första hälft.
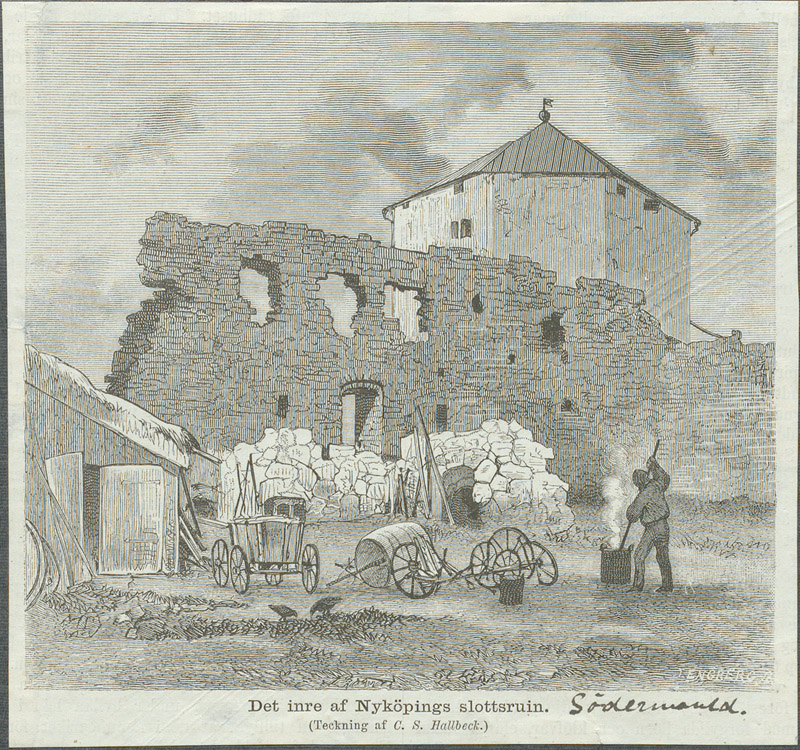
Från det inre av Nyköpings hus. Xylografi av Jonas Engberg i Ny Illustrerad Tidning efter teckning av Carl Svante Hallbeck från ca 1880.
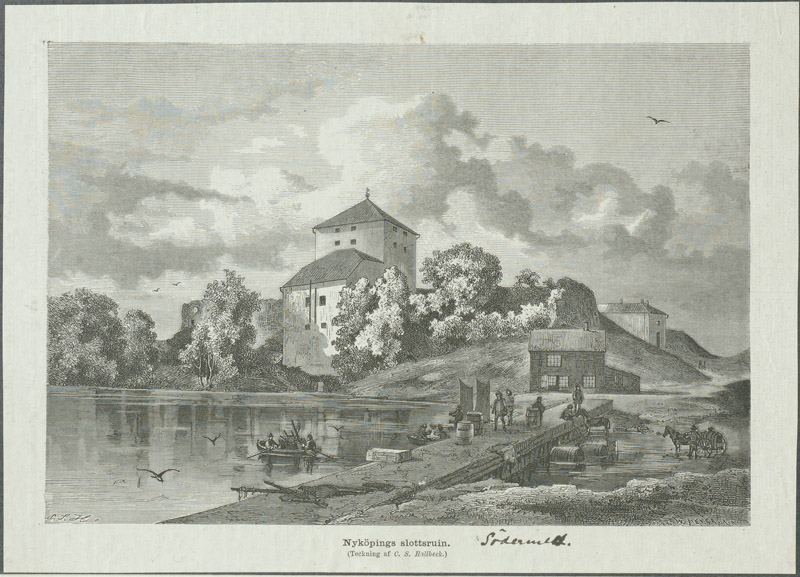
Kungstornet i bildens mitt. Xylografi av Wilhelm Meyer efter en blyertsteckning av Carl Svante Hallbeck från 1800-talets senare hälft.
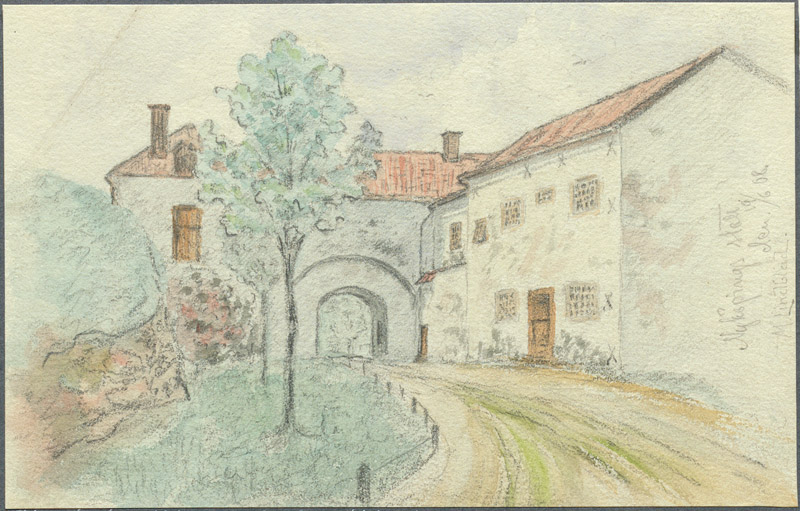
Nyköpingshus, akvarellerad pennteckning från den 19 juni 1908 av M Lindblad.